# Kandezartán
A kandezartán egy  angiotenzin II receptor antagonista gyógyszer, melyet főként magas vérnyomás kezelésére használnak.
A   kandezartán cilexetil  egy prodrug melyet az  AstraZeneca 
cég gyárt   Blopress, Atacand, Amias, és Ratacand néven.

## Indikációk
A kandezartán elsődlegesen a magas vérnyomás kezelésére javallt.
Másodlagos indikációja a kongesztív szívelégtelenség. 

## Készítmények
- Atacand (AstraZeneca)

### Kombinációs készítmények
- Atacand plus  (AstraZeneca) (kandezartán + hidroklorotiazid)

## Külső hivatkozások
- Atacand web site or Atacand US, run by AstraZeneca
- Candesartan